# Logischer Atomismus
Der Logische Atomismus war eine in den 20er und 30er Jahren des 20. Jahrhunderts einflussreiche Richtung innerhalb der Analytischen Philosophie. Er behauptet, dass die Analyse von gewöhnlichen Sätzen zu einer zugrunde liegenden idealen, logischen Sprache führt, deren Sätze in einer abbildenden Beziehung zu atomaren Tatsachen (beziehungsweise Sachverhalten) stehen. 

## Ursprünge
Der Begriff geht zurück auf einen Aufsatz von Bertrand Russell aus dem Jahre 1911. Einem breiteren Publikum bekannt wurden die Gedanken des Logischen Atomismus indes erst mit Vorlesungen, die Russell 1918 hielt und als The Philosophy of Logical Atomism veröffentlichte. Wesentlich beeinflusst war Russell durch Ludwig Wittgenstein, den er in einer einführenden Notiz ausdrücklich würdigt. Tatsächlich war der Einfluss Wittgensteins, der von 1911 bis 1914 erst sein Schüler, dann sein Freund gewesen war, so groß, dass Russell ein Manuskript von 1913 aufgrund der Kritik Wittgensteins, besonders an der Urteilstheorie, unvollendet und unpubliziert gelassen hatte. Dieses Manuskript, das erst 1984 unter dem Titel Theory of Knowledge in den „Collected Papers“ erschien, darf als das eigentliche Manifest des Logischen Atomismus gelten.
In den 90er Jahren des 19. Jahrhunderts stand Russell noch in der Tradition des Britischen Idealismus, der durch Leute wie Bernard Bosanquet, T.H. Green, H.H. Joachim und besonders durch F.H. Bradley geprägt war. Zusammen mit G.E. Moore löste er sich von dieser Schule, und, wie er sich in My Mental Development erinnert, „with a sense of escaping from prison, we allowed ourselves to think that grass is green, that the sun and stars would exist if no one was aware of them...“. Der logische Atomismus muss daher als bewusste Abkehr von den monistischen und idealistischen Vorstellungen seiner Lehrer gesehen werden.

## Die Lehre
Russell nennt seine Lehre atomistisch im Gegensatz zu der monistischen Logik „of the people who more or less follow Hegel“ (PLA 178) und logisch, da er in der Analyse auf logische, nicht auf physikalische Objekte zu stoßen wünscht (PLA 179). 
Die erste Behauptung des Logischen Atomismus ist, dass die Welt „Tatsachen“ enthält. Die Tatsachen sind komplexe Strukturen, die aus Gegenständen („Particulars“) bestehen. Dabei definiert er Gegenstände als „terms of relations in atomic facts“ (PLA 199) Eine Tatsache besteht entweder aus einem Gegenstand mit einer einfachen Eigenschaft oder aus verschiedenen Gegenständen, die in einfacher Relation zueinander stehen. Daneben gibt es Urteile („Beliefs“), die in einer Beziehung zu den Tatsachen stehen und durch diese Beziehung entweder wahr oder falsch sind.
Relationen sind nach Russell extern, was bedeutet, dass sich eine relationale Proposition im Allgemeinen nicht auf eine Subjekt-Prädikat-Proposition zurückführen lässt. Genau das war die Position Bradleys und des Idealismus, und nach Russells Überzeugung auch die von Leibniz. Eine Konsequenz der Doktrin der Internen Relationen war also, dass die Relation als Prädikat schon im Gegenstand liegt, und somit, dass „alles mit allem“ zusammenhängt. Externe Relationen dagegen erlauben die Common-Sense-Ansicht, dass einige Tatsachen unabhängig von anderen sein können.
Auch gewöhnliche Objekte des täglichen Lebens „are apparently complex entities“. Namen sind die Wörter für Particulars. Für Russell sind das Wörter wie „dies“ und „das“. Dagegen sind gewöhnliche Namen wie „Sokrates“ für Russell eigentlich Beschreibungen, die in der Analyse etwa durch „Der Lehrer Platos“ ersetzt werden müssen. Russell hatte dies bereits 1905 im Rahmen seiner Theorie der Kennzeichnungen (Theory of Descriptions) (in On Denoting) gefordert und zwar als Reaktion auf das Problem der nicht existierenden Gegenstände in Auseinandersetzung mit Alexius Meinong, über die sich trotzdem sinnvoll reden lassen können soll. (Wittgenstein nimmt noch in einer Bemerkung der Philosophischen Untersuchungen Bezug darauf, wo er das Problem am Beispiel des Schwertes Nothung erläutert (PU §39)). Die Theorie der Beschreibungen ist insofern für den Logischen Atomismus von zentraler Bedeutung, als Russell mit ihr zu zeigen geglaubt hat, dass die gewöhnliche Sprache analysiert werden müsse, um die wahre Struktur offenzulegen. In gewissem Maße trifft das auch für seine Theory of Types zu, mit der er den Russellsche Antinomien begegnete.
Ein weiterer Baustein in Russells Logischem Atomismus ist die Theorie der Bekanntschaft (Theory of Acquaintance). Russell glaubte, eine besondere Art der Relation postulieren zu müssen, die garantiert, dass ein Subjekt Anschauungen von der Wirklichkeit haben kann: „I think the relation of subject and object in presentation may be identified with the relation which I call ‘acquaintance’“. (1914 On the Nature of Acquaintance 169) Zu den Gegenständen der Bekanntschaft zählte er auch Logische Konstanten („und“, „oder“ etc.), aber auch n-stellige Relationen (TK 97–101). Die Bekanntschaft hält er für die Voraussetzung für das Verstehen von logischen Propositionen. 
Alle sinnvollen Sätze, so die Kernaussage des Logischen Atomismus, sind Wahrheitsfunktionen der Elementarsätze, wobei die Tautologien und Kontradiktionen eine besondere Stellung einnehmen, insofern deren Wahrheitsgehalt a priori gegeben ist. (PLA 210)

### Methode
Seine Entscheidung für den Pluralismus und für Relationen, sagt Russell, habe er aus empirischen Gründen getroffen, da er die Überzeugung gewonnen hätte, dass die A-priori-Argumente für das Gegenteil falsch seien. (Logical Atomism 339). „The Business of philosophy, as I conceive it, is essentially that of logical analysis, followed by logical synthesis.“ (LA 341) Dabei sollen „erschlossene Entitäten“ durch „logische Konstruktionen“ ersetzt werden. Diese „Methode“ des Logischen Atomismus, zu der die strikte Anwendung von Ockhams Rasiermesser gehörte, hatte vielleicht mehr als der metaphysische Inhalt Einfluss auf die analytische Philosophie. Russell fasst es so zusammen: „[T]here are fewer things in heaven or earth than are dreamt on in our philosophy.“ (PLA 260)

## Metaphysischer versus Epistemologischer Atomismus
Zu dem Zeitpunkt als Russell seine Vorlesungen über den Logischen Atomismus hielt, hatte er den Kontakt zu Wittgenstein seit einigen Jahren verloren. Nach dem Ersten Weltkrieg traf sich Russell aber mit Wittgenstein wieder und war entscheidend dabei behilflich, Wittgensteins Version des Logischen Atomismus, den Tractatus, zu veröffentlichen. 
Zwar verwendet Wittgenstein den Ausdruck Logischer Atomismus nicht, aber beinahe alle skizzierten Positionen finden sich auch im Tractatus, mit der allerdings, wie erwähnt, entscheidenden Ausnahme der Urteilstheorie. (T 5.4 und 5.5541) (1918 war Russell von dieser Position jedoch schon abgerückt.)
Dennoch unterschied sich der Tractatus so grundlegend von der Philosophie Russells, dass Wittgenstein sich von seinem alten Lehrer missverstanden fühlte, und sogar gegen die Aufnahme von Russells Vorwort in das Werk war.
Die Unterschiede betreffen viele Details, aber der entscheidende Unterschied besteht in einem grundsätzlich verschiedenen Verständnis der Aufgabe der Philosophie. Während Russell letztlich in der Tradition des Britischen Empirismus stand, hat Wittgenstein, zumindest im Tractatus, einen kontinentalen Ansatz, der im Rationalismus begründet ist. Das zeigt sich schon formal, die Sätze des Tractatus erhalten durch das Nummerierungssystem ein Gewicht, der den inhaltlichen apodiktischen Ton noch verstärkt. Von Russell ist eine Aussage wie jene Wittgensteins im Vorwort, dass die Wahrheit der Gedanken unantastbar und definitiv sei, undenkbar. Russell geht es letztlich um epistemologische Grundlagen, Wittgenstein darum, die „Grenzen der Welt“ zu zeigen, und das heißt die metaphysischen Bedingungen für die Möglichkeit von Sprache und Wahrheit darzulegen. Wie Erkenntnis konkret möglich ist, interessiert Wittgenstein anscheinend kaum. Darum ist zum Beispiel die Frage nach der Natur der Gegenstände für Wittgenstein nur von geringem Interesse. Die Frage, wie viele Dinge es gibt, ist für Russell prinzipiell empirisch zu entscheiden, für Wittgenstein hingegen entbehrt die Frage jeden Sinnes. Die Möglichkeit von externen Relationen ist für Russell Voraussetzung für die Möglichkeit von unabhängigen Tatsachen, für Wittgenstein aber sind alle Sachverhalte unabhängig voneinander, da er nur so durch beliebige Kombinationen von Elementarsätzen alle möglichen Welten konstruieren kann.
Für Wittgenstein waren Sätze der Metaphysik, der Ethik etc. unsinnig, Russell dagegen glaubte, mit Metasprachen durchaus über das reden zu können, von dem Wittgenstein meinte, es „zeige“ sich nur.
Obwohl Wittgenstein und Russell gemeinsam den Logischen Atomismus entwickelten, kann man sagen, dass sie sich mit ihren jeweiligen Positionen so weit voneinander getrennt hatten, dass sie nie wieder eine gemeinsame Sprache fanden.

## Einfluss
Der unmittelbare Einfluss des Tractatus war ungeheuer groß, besonders durch die Aufnahme, die er durch den Wiener Kreis erhalten hat. Allerdings dürfte es nicht übertrieben sein, festzustellen, dass dieser Einfluss zu einem großen Teil auf Missverständnissen beruhte, zum Beispiel, was das Wesen der Elementarsätze betrifft. Der mittelbare Einfluss der Methode allerdings war langfristig vielleicht noch größer. Die Tatsache, dass Russell seine Ansichten extrem oft geändert hat, macht es beinahe unmöglich, außer in technischen Einzelaspekten, einer Philosophie Russells anzuhängen. Er hat darum keine Schule hinterlassen. Aber gerade die Bereitschaft, eigene Positionen immer wieder in Frage zu stellen, und Kritik aufzunehmen und umzusetzen, hat für die Analytische Philosophie noch immer Vorbildcharakter. 
Wittgensteins spätere Philosophie ist nicht zuletzt eine Auseinandersetzung mit seinen frühen Ansichten. Er ist insofern philosophiegeschichtlich sein eigener Nachfolger. Ein wichtiger Teil der philosophischen Untersuchungen beschäftigt sich zum Beispiel mit dem Privatsprachenargument, was zurückführt auf Bertrand Russell, der sagte: „A logical perfect language... would be very largely private to one speaker.“ (PLA 198) Für den späten Wittgenstein hingegen ist eine Privatsprache unmöglich (Privatsprache).
Der Datenbankexperte und Informatikpionier Hartmut Wedekind sieht in der Benutzung mehrerer Prädikatoren in einem Elementarsatz bei Paul Lorenzen und in Edgar F. Codds Einführung der Relationalen Datenbanken eine Überwindung des Logischen Atomismus.

### Russell
- Logic and Knowledge, London, 1956, (LK)
- My Philosophical Development, London, 1959
- Theory of Knowledge: The 1913 Manuscript, London, 1984
- On the Nature of Acquaintance  (1914), in LK pp. 125-74
- On Denoting (1905), in LK pp. 41–56
- The Philosophy of Logical Atomism (1918), in LK pp. 175–281 (PLA)
- Logical Atomism (1924), in LK pp. 323-43 (LA)

### Wittgenstein
- Logisch-philosophische Abhandlung Tractatus logico-philosophicus - Kritische Edition, Frankfurt a. M., 1989

### Weitere
- Raymond Bradley: The Nature of All Beeing, Oxford 1992
- P.M.S. Hacker: Wittgenstein im Kontext der Analytischen Philosophie, Frankfurt a. M., 1997
- Jan Faye, Uwe Scheffler, Max Urchs: Things, Facts and Events, Amsterdam/Atlanta, 2001
- Holger Leerhoff: Logische Form und Interpretation. Eine systematisch-historische Untersuchung des Logischen Atomismus. Paderborn: 2008
- Gregory Landini: Wittgenstein’s Apprenticeship with Russell, Cambridge: Cambridge University Press 2007, ISBN 9780521870238
- D. F. Pears (Hg.): Russell's Logical Atomism. London: Fontana 1972
- J. Griffin: Wittgenstein’s Logical Atomism. Oxford: Oxford University Press 1964